# コンシーリオ・ディ・ルーモ
コンシーリオ・ディ・ルーモ（イタリア語: Consiglio di Rumo）は、イタリア共和国ロンバルディア州コモ県にあった基礎自治体（コムーネ）。
2011年、他の2コムーネ(ジェルマージノ、グラヴェドーナ)と合併して新自治体グラヴェドーナ・エドゥニーティの一部となった。

## 地理

### 位置・広がり
コモ県中部、コモ湖畔に所在していたコムーネ。中心集落サン・グレゴリオ（San Gregorio）は、県都コモから北北東へ20kmの距離にある。

### 旧コムーネ
旧コムーネの面積は 16.27 km2 。隣接していたコムーネは以下の通り。括弧内のLCはレッコ県所属を示す。
- コーリコ (LC)
- ドンゴ
- ドッソ・デル・リーロ
- ガルツェーノ
- ジェルマージノ
- グラヴェドーナ
- Roveredo (CH-GR)
- スタッツォーナ